# Кушниця
Ку́шниця — село в Україні, в Керецьківській сільській громаді Хустського району Закарпатської області. Лежить у долині річки Боржави та її притоки Лисичанки, за 40 км від районного центру. Через Кушницю проходить вузькоколійна залізниця Берегове — Кушниця та автомобільний шлях регіонального значення Свалява — Довге — Хуст Т 0712.

## Назва
Назва села походить від слова кузня або кузниця. Кушниця відома з 1318 року під назвою «Cusmuca». У 1383 році в письмових джерелах використовується назва «Kuhnyche». Вже у 1446 році село згадується, як «Custicza», в 1454 — «Kwsnycza», в 1525 — «Kwsnycha». Пізніше почала вживатись угорська назва «Kovácsrét» (букв. «ковальська галявина»).
За народним переказом, в урочищі, яке називається Ковачеве поле, поставив свою кузню (курінь) перший житель села — коваль, який кував зброю для Броньківського замку.
За іншою версією назва походить від давньоруського kuča 'хыжка' (хата), русинського куча 'хыжка, дымнянка, селянска хыжа без комина' (словник Чопея, с. 165)

## Герб

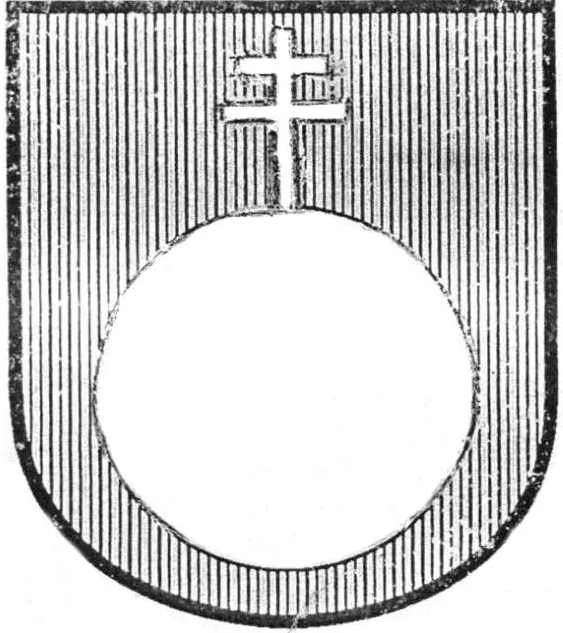
Історичний герб за печаткою XVIII ст. Двораменний хрест на кулі (держава)

У лазуровому щиті зелена гора. Поверх усього золота держава, увінчана таким само хрестом, поверх якого зелене виноградне гроно. У червоній опуклій базі, завершеній золотом, обтяженим чорною залізничною колією, чорне ковадло, що супроводжується зверху двома чорними протиставленими молотками.

## Географія та клімат
З півдня та заходу Кушниця оточена низькогірним масивом Великий Діл, а із півночі та сходу — південними відрогами хребта Полонина Боржава. (Гори Синяк, Пацива, Перехід, Мала гірка, Велика Баня, Мала Баня). Село умовно поділено на райони: Штація, Лужок, Заріка (Мала Сторонка), Прогін, Вишній кониць, Раковий, Вовчий, Квас.
Село розташоване в помірних широтах, але у зв'язку із значною висотою над рівнем моря клімат характерний для гірських районів, що зумовлює тепле літо і холодну зиму. Значний вплив на клімат робить захищеність хребтом Полонина Боржава від холодних вітрів з півночі. Характерна тривала осінь, однак у листопаді нерідкі заморозки. Зима за тривалістю відповідає календарній, відзначаються нетривалі відлиги, щорічно утворюється сніговий покрив. Весна рання, вплив роблять теплі вітру з Середньодунайської рівнини. Середньорічна температура повітря становить 8,5 °С

## Історія
На південній околиці в урочищі Ковачеве поле, де проходили меліоративні роботи, було виявлено фрагменти кераміки, які свідчать про те, що в цій місцевості існувало поселення доби бронзи (XIII–XIV ст. до н. е.). Поруч на підвищенні в урочищі Грунь знайдено кам'яну шліфовану сокиру «свідка», що походить з новокам'яної доби IV—V ст. до н. е.
Вперше Кушниця згадується в документі за 1318 рік під назвою «Cusmuca», коли село було подаровано братам Тиба (лат. Tyba) з роду Ґуткелед (лат. Gutkeled). Тиба — син Михайла, та Тиба — син Петра, а також Ласло, Томаш та Янош поділили землі між собою.
27 лютого 1383 року королева Угорщини Марія подарувала село синам волоського воєводи Сенеслау — Яношу, Іштвану та Шандору Долгаї. Натомість феодали Долгаї зобов'язувалися передавати половину зібраної п'ятдесятини з овець до королівської скарбниці.
У 1389 році королева Марія підтверджує право володіння Кушницею родиною Долгаї.
Спочатку Кушниця входила до комітату Береґ, але у 1454 році на прохання Долгаї король Ласло V приєднав їх володіння до комітату Мармарош.
У 1683 році побудовано дерев'яну церкву святого Архангела Михаїла з липових колод, яка засвідчується під час єпископської візитації 1801 року.
У 1711 році володіння Долгаї разом з Кушницею були конфісковані та передані у власність графам Телекі.
У 1835 році священиком Іваном Доброю розпочато будівництво однонавної мурованої базиліки, присвяченої Різдву Пресвятої Богородиці. Будівництво було закінчено в 1865 році. На вежі церкви розміщені 3 дзвони. Найбільший з них відлито в Брно Р. Маноушком і викарбувані слова — СЕЙ КІМБАЛ ВО СЛАВУ БОЖІЮ КУПИЛ ГЕОРГІЙ БІКСЕЙ, ДЛЯ ПРАВ.ВОСТОЧНОЙ ЦЕРКВИ В С. КУШНИЦЕ ВО РОЦІ 1931. ПРЕСВЯТАЯ БОГОРОДИЦЕ СПАСИ НАС — малий виготовлений підприємством «Акорд» у 1927 році, а третій дзвін — пам'ятка XVIII століття.
Церква св. духа. 1865.
У 1801 р. йдеться про дерев'яну церкву св. арх. Михайла в доброму стані, збудовану з липових колод 118 років тому (тобто в 1683 р.) і забезпечену всіма атрибутами. Теперішня однонавна мурована базиліка до 1945 р. була присвячена Різдву пр. богородиці. Почав її будувати довкола старої церкви о. Іван Добра в 1835 р. Одночасно будували для священика фару, стайню та комору. Будівництво перервала революція 1848 р.
Добудували церкву в 1865 р. (є напис у турні), але не вистачило грошей, щоб покрити дах. Тоді Ілько Радь продав воли і так докрили церкву, за що всі родичі Радя заслужили собі місце поховання біля церкви і на їх могилах стоять чудові кам'яні хрести.
Церковну ділянку обгородили кам'яним муром з дубовими воротами, а навколо храму посадили липи. Потім церкву поштукатурили всередині, а зовні не змогли. Священиком тоді був о. Михайло Мустянович, який прослужив у Кушниці 52 роки. Його наступниками були о. Ґабор, о. Андрашко, о. Петро Погоріляк, о. Василь Штима.
У 1902 р. 25 кушницьких заробітчан у США зібрали на прикрашення храму 800 корон. На ці кошти церкву поштукатурили зовні, розмалювали інтер'єр, купили в Будапешті новий іконостас. Старий іконостас у 1908 р. виставили на продаж і продали до церкви в село Дусино.
У 1911 р. із зрубаної біля церкви смереки зробили лави і хори. У 1908 р. в село прийшов чудовий майстер по каменю Іван Возняк з Кросного в Польщі. Він зробив з каменю розп'яття та ангелів для церковних воріт, а також робив кам'яні хрести, У 1920 р. в селі поширилося православ'я, а в 1928 р. православні збудували маленьку, дуже просту дерев'яну церкву св. духа, яку перетворили на фару після перебрання мурованої церкви. Як розповідає Михайло Мінський, у 1947 р. прийшли з Москви і забрали цінну книгу, де були записані події за кілька століть. Кураторові Андрію Ґецку залишили розписку, але книгу ніхто вже не бачив.
Кажуть, у бані під хрестом зберігались документи про церкву, але буря 1928 р. зірвала дах і баню з хрестом і після того документи зникли. На вежі церкви — три дзвони. Найбільший відлив Р. Маноушек у Брно, малий — фірма «Акорд» у 1927 p., а третій дзвін — давня пам'ятка з XVIII ст. Біля церкви стоїть каркасна дерев яна дзвіниця з двома дзвонами роботи Р. Маноушка з 1928 та 1931 р. Останній куплений Георгієм Біксеєм.
У селі побутувала легенда про кушницький дзвін, що був свідком битви в часи нападу на край «песиголовців» (татарів). Він був на дзвіниці коло церкви і на ньому видно було краплини крові. Потім його сховали, а коли вороги пішли, дзвін знову служив людям і шанувався в селі як стародавня пам'ятка.
Церква св. духа. 1926.
Дерев'яну церкву було знято з реєстрації 9 січня 1953 р. і розібрано, оскільки православні вірники перейшли в муровану греко-католицьку церкву.
Свято-Введенський жіночий монастир Мукачівської єпархії Української Православної Церкви

### Анця Кушницька

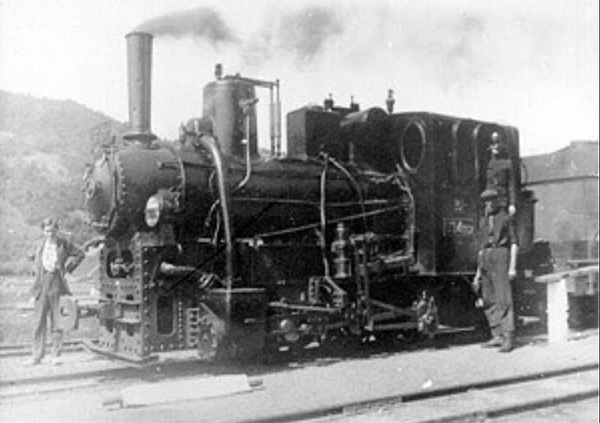
Локомотив U35.301 на ст. Кушниця. 1930-ті рр.

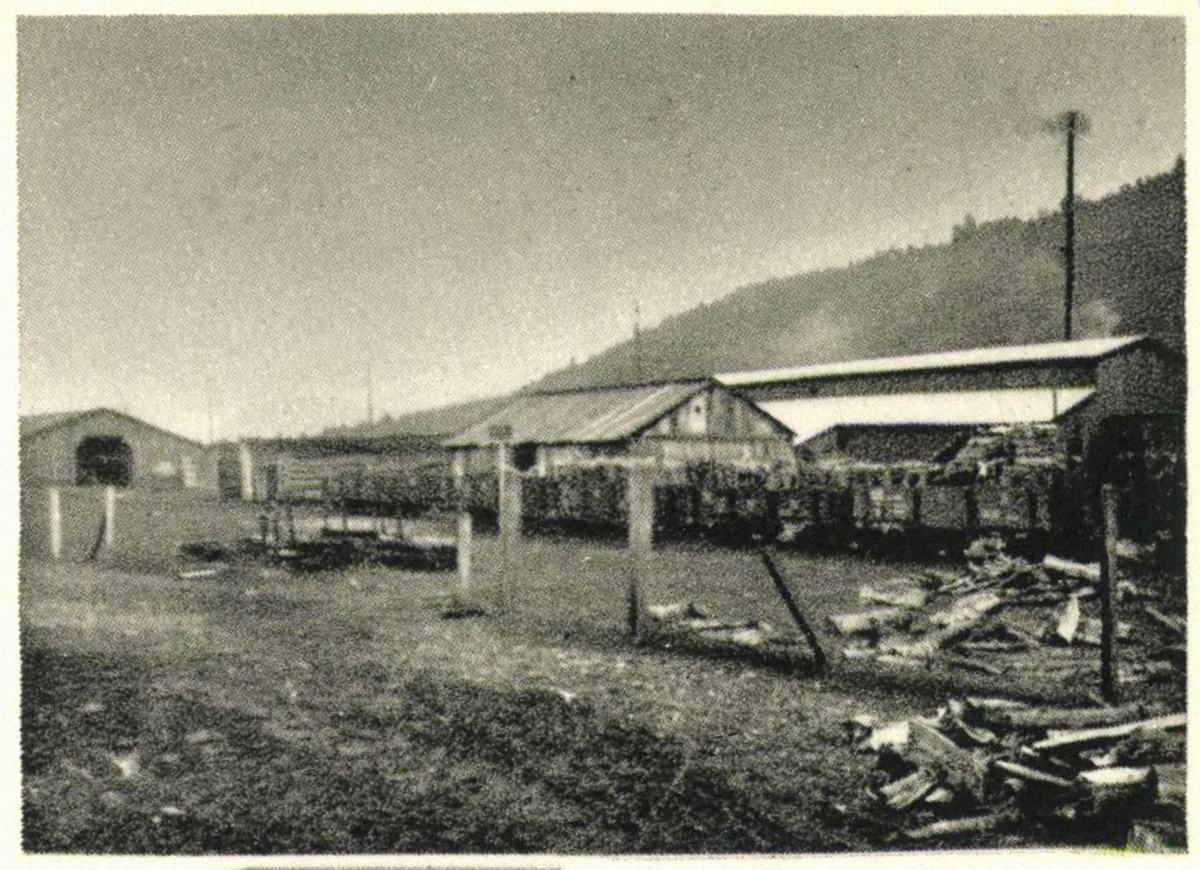
Лісопилка в Кушниці. 1940 рік

Село дало народну назву — «Анця Кушницька» — Боржавській вузькоколійнії залізниці, яка проходила через Кушницю. Дільницю Довге—Кушниця здано в експлуатацію 22 травня 1909 року. В цей час залізниця належала акціонерному товариству «BGV» (угор. «Borzsavölgyi Gazdasági Vasút» — «Господарська Залізниця Боржавської Долини»). Залізниця використовувалась для перевезення деревини, а також для пасажирських перевезень. З 1914 року на основній лінії Берегове-Кушниця щодня курсувало чотири пари пасажирських потягів.
В 1930—1931 роках «Акціонерне товариство по переробці деревини» збудувало нову гілку Боржавської вузькоколійки на ділянці Кушниця — Лисичево — Репинна довжиною 4,2 км. Дорога проходила по берегу Кривого потоку до складу Борсучина, розташованому під Швидким потоком на висоті 420 метрів над рівнем моря. Інше відгалуження колії довжиною 17 км, яка виходила із Кушниці, пролягала долиною Боржави через села Керецьки, Березники під полонину Боржава. Незабаром від пилорами в Кушниці була збудована ще одна дорога, яка простягалася долиною Кушницького потоку до села Лисичево. Колію від залізничної станції до лісопилки довжиною 382 м було прокладено 1 лютого 1931 року. З виникненням Довжанського лісокомбінату дорога стала належати цьому підприємству. На гілці експлуатувалось близько 50 платформ для перевезення деревини. В окремі роки її обслуговувало 18 локомотивних бригад. Ця гілка вузькоколійки була демонтована у 1986 році.
На початку 1980-х пасажирські перевезення на дільниці Берегове—Кушниця була припинені через конкуренцію з боку автомобільного транспорту. В 1985 році частину дільниці Приборжавське—Кушниця передано Довжанському лісокомбінату для потреб транспортування деревини. Протягом 2004—2007 року відрізок Кушниця—Приборжавське частково демонтовано Довжанським лісокомбінатом. У 2009 році цей відрізок залізниці продано на металобрухт Фондом держмайна України приватному підприємству з Луганська. Нині тривають спроби демонтажу залишків колії, які закінчуються невдало через спротив місцевого населення, Іршавської РДА та громадських активістів.

## Населення
У 1715 році король Угорщини Карл III розпорядився провести перепис населення країни. Під час перепису необліковувались дворяни та священнослужителі, а також челядь не дворянського походження, яка мешкала при дворі магнатів і користувалася різними привілеями. Оскільки облік вівся подвірно, до списків також не потрапили бездомні желярі. За переписом 1715 року в селі проживали наступні особи: Іван Білинець (Joannes Bilinecz); Іван Будул (Joannes Budul); Ференц Малета (Franciscus Maleta); Іван Раді (Joannes Radi); Григорій Будул (Gregorius Budul); Лукас Гандера (Lucas Handera); Олексій Мельник (Alexius Melnik); Іван Мускун (Joannes Muskun); Білогірка Яско (Bilohurka Jacsko); Яким Дісс (Joachimus Diss); Георгій Сакаш (Georgius Szakacs); Лукас Говінець (Lucas Govinicz); Владислав Рошко (Ladislaus Rossko); Георгій Степлей (Georgius Szteplei); Іван Дочинець (Joannes Docsinicz); Олексій Тріні (Alexius Trini); Іван Чополя (Joannes Csopoja); Владислав Кліш (Ladislaus Kliss); Іван Піп (Joannes Püp); Ґоцко Роман (Goczko Roman); Іван Білогірка (Joannes Bilohurku); Андрій Лемак (Andreas Lemak); Матвій Кузьма (Mathias Kuzma); Владислва Суладні (Ladislaus Szuladni); Лаврентій Лемач (Laurentius Lemacs); Владислав Бздюх (Ladislaus Bzduch); Ференц Іванин (Franciscus Ivanin); Владислва Іванон (Ladislaus Ivanon); Петро Синій (Petrus Szinnyu); Іван Сянка (Joannes Szanka); Іван Голока (Joannes Holoka); Степан Стебле (Stephanus Stelbe)
В 1910 році в селі проживало 1780 осіб, серед них: 1149 русинів, 268 німців та 51 угорець. За конфесійним розподілом в селі налічувалось 1447 греко-католиків, 61 римо-католик та 269 юдеїв.

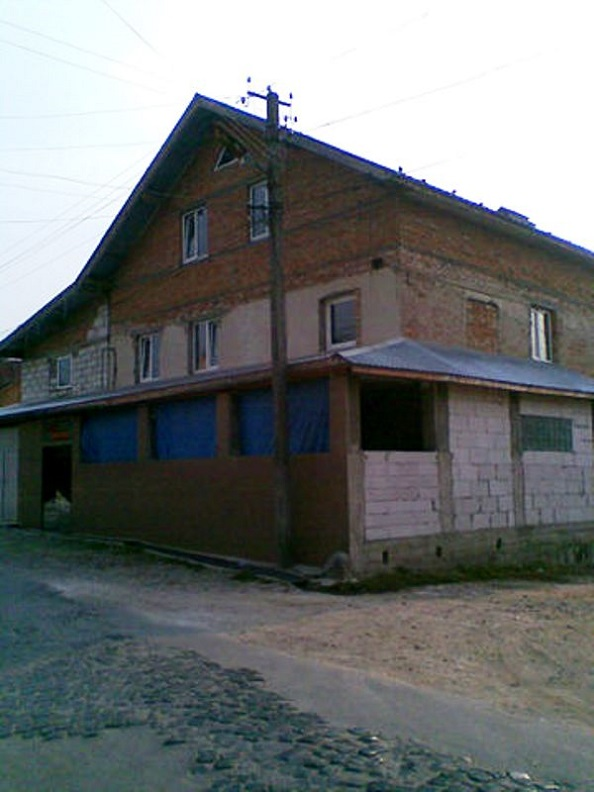
Колишня синагога

Згідно з переписом УРСР 1989 року чисельність наявного населення села становила 4130 осіб, з яких 1875 чоловіків та 2255 жінок.
За переписом населення України 2001 року в селі мешкали 4682 особи.

### Мова
Розподіл населення за рідною мовою за даними перепису 2001 року:
| Мова       | Відсоток |
| ---------- | -------- |
| українська | 98,87 %  |
| російська  | 0,96 %   |
| молдовська | 0,04 %   |
| білоруська | 0,02 %   |
| словацька  | 0,02 %   |
| угорська   | 0,02 %   |

## Відомі люди
- Ян Дрозд — чеський письменник, проживав та працював в селі Кушниця(1933—1936 р.)
- Штефко Юрій Михайлович — мануальний терапевт, народний цілитель, костоправ.
- Городній Михайло Федорович — доктор фізико-математичних наук.
- Опіярі Василь Іванович — кандидат економічних наук.
- Сарай Михайло Іванович — кандидат економічних наук.
- Іван Фірцак — найсильніша людина світу в XX столітті, проживав в селі Кушниця.
- Повх Лідія Петрівна — український науковець, педагог, поет. Відмінник освіти України.
- Ольга Рішаві — поет, письменник, мовознавець.

## Цікаві факти
-  На південній околиці в урочищі Ковачеве поле, де проходили меліоративні роботи, було виявлено фрагменти кераміки, які свідчать про те, що в цій місцевості існувало поселення доби бронзи (XIII–XIV ст. до н. е.).
- Поруч на підвищенні в урочищі Грунь знайдено кам'яну шліфовану сокиру «свідка», що походить з новокам'яної доби IV—V ст. до н. е.
- В с.Кушниця відбуваються головні події роману «Довга ніч» (Dlouhá noc) Яна Дрозда

## Туристичні місця
Анця Кушницька
Свято-Введенський жіночий монастир
Храм Св. Духа. 1926
Храм Св. Духа. 1865.
г. Ясенова — 801м
Єврейський цвинтар
Мінеральне джерело в урочищі «Квас»

## Галерея

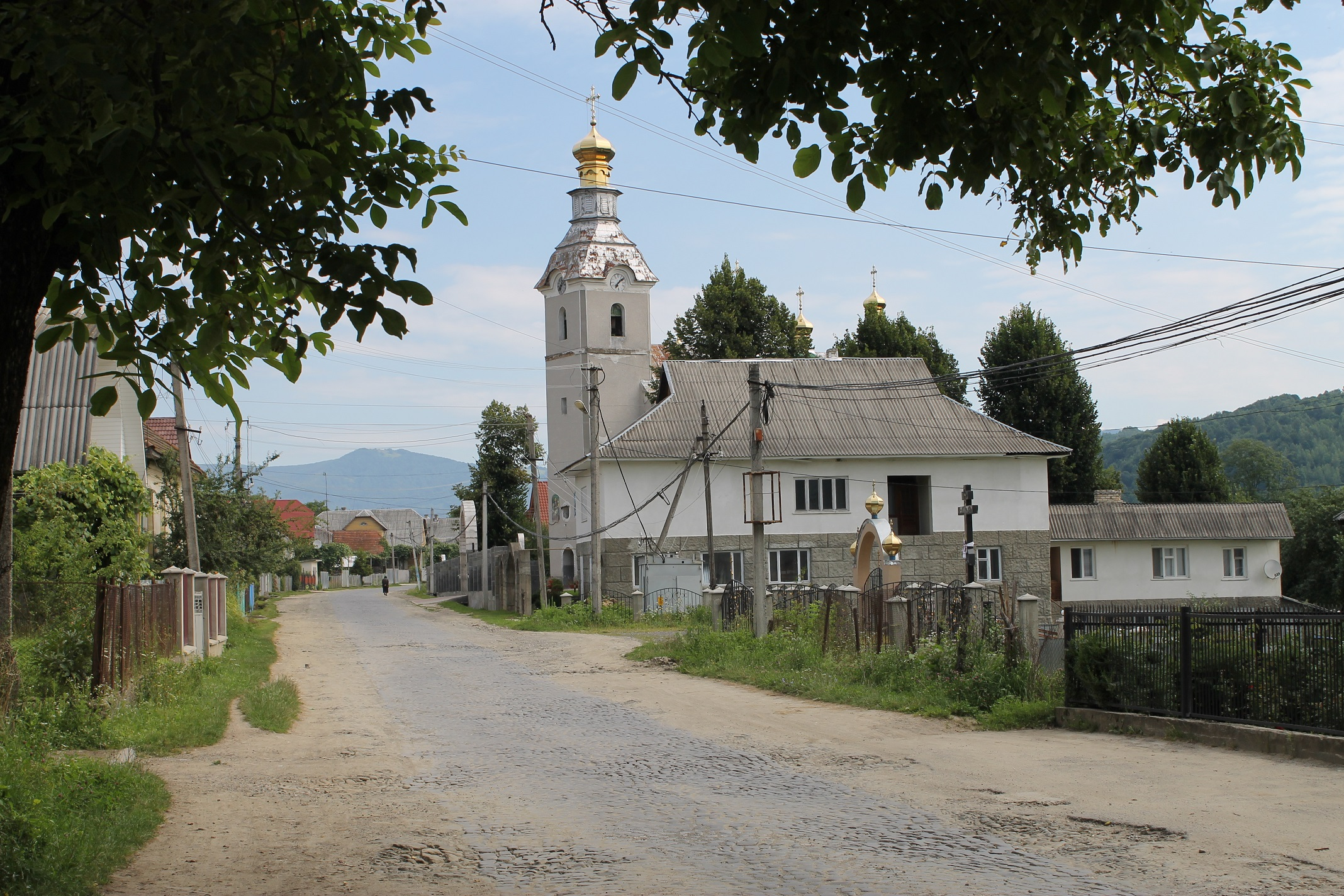
Кушниця Церква
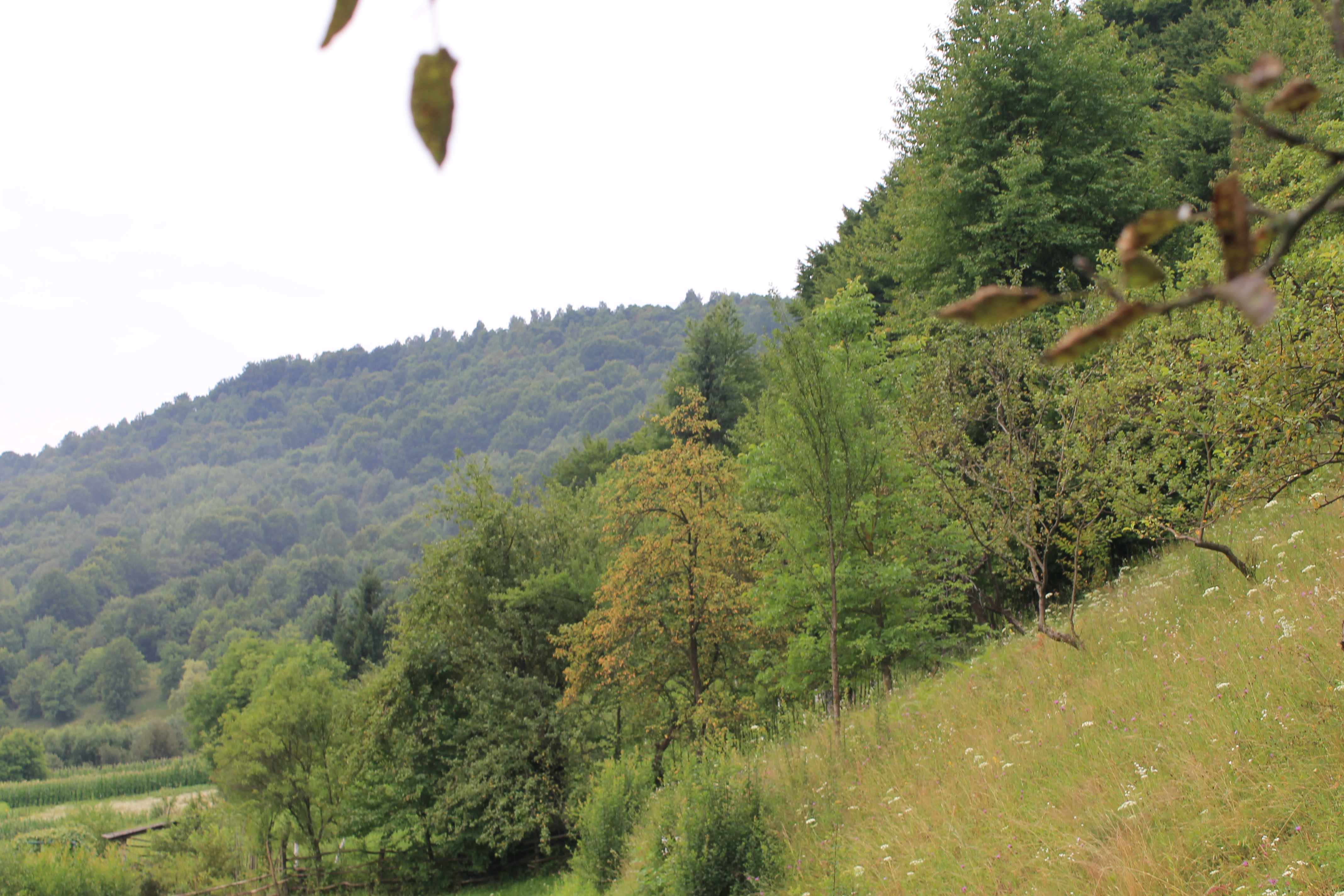
Кушниця гора Синяк
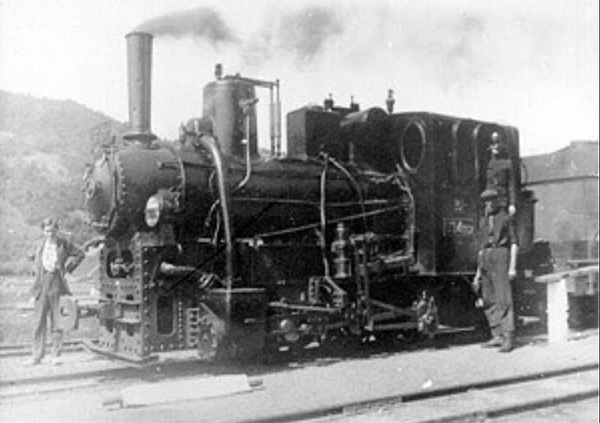
Анця Кушниця
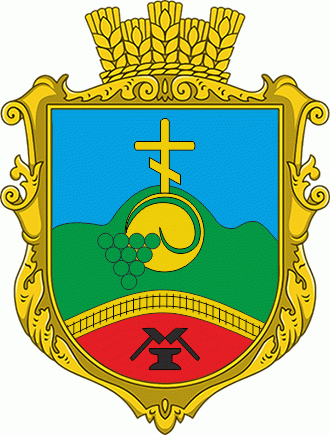
Герб с.Кушниця
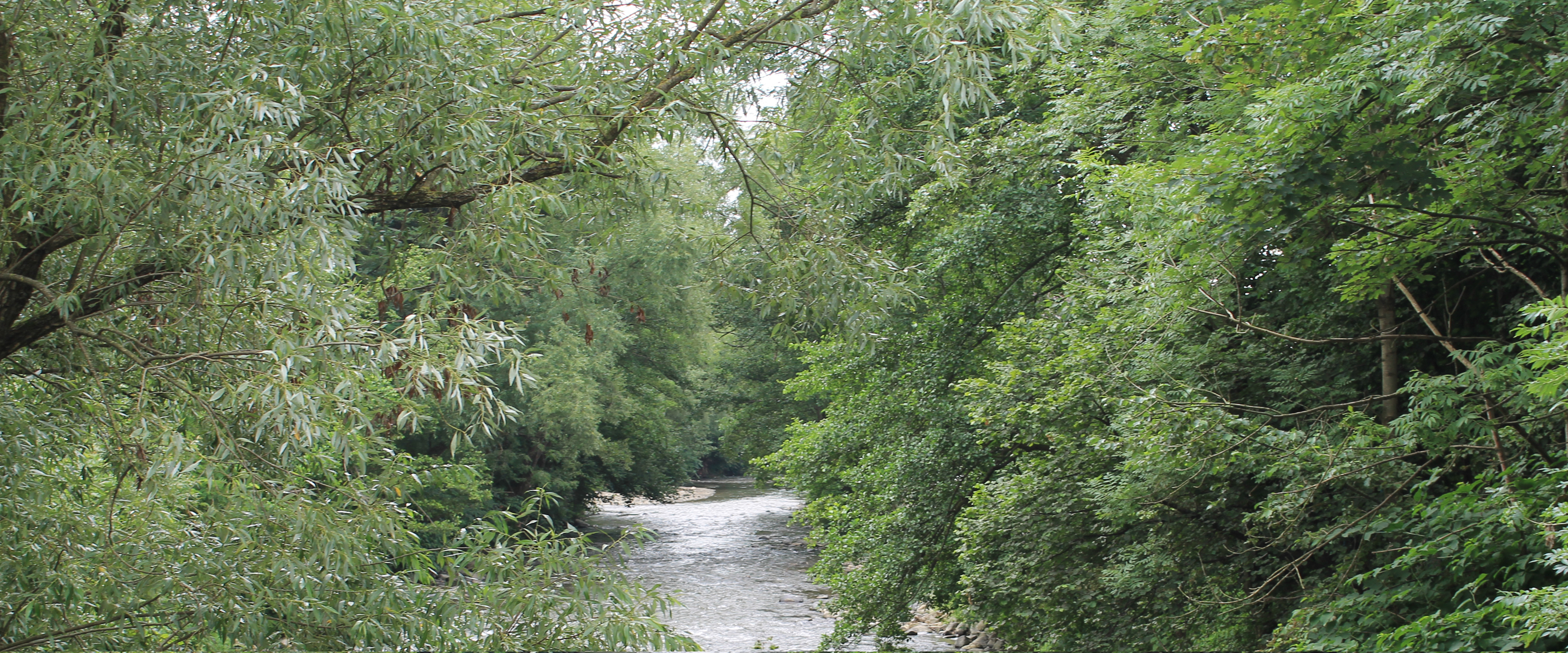
Кушниця Лужок річка Боржава